# Рунический камень из Рёка
Рунический камень из Рёка (швед.  Rökstenen) — рунический камень из Рёка с наиболее длинной известной надписью, состоящей из 762 рун.
Первоначальное место, где был установлен камень, неизвестно, но, вероятно, он стоял неподалёку от своего нынешнего местонахождения у церкви Рёкского прихода в коммуне Эдесхёг лен Эстергётланд. Надпись на камне датируется первой половиной IX века. Она покрывает камень со всех сторон, в том числе и сверху. Главный текст высечен при помощи так называемых «младших рун».

## Полный текст
| Строка | Транслитерированная версия (древнеисландский)      | Рунический текст                                   | Перевод                                                              |
| ------ | -------------------------------------------------- | -------------------------------------------------- | -------------------------------------------------------------------- |
| 1      | aft uamuþ stonta runaR þaR                         | ᛆᚠᛐ ᚢᛆᛙᚢᚦ ᛌᛐᚨᚿᛐᛆ ᚱᚢᚿᛆᛧ ᚦᛆᛧ                         | В память о Вемуде говорят эти руны,                                  |
| 2      | n uarin faþi faþiR aft faikion sunu                | ᚿ ᚢᛆᚱᛁᚿ ᚠᛆᚦᛁᛧ ᛆᚠᛐ ᚠᛆᛁᚴᛁᚨᚿ ᛌᚢᚿᚢ                     | Но Варин сложил их, отец, в честь павшего сына.                      |
| 3      | sakum ukmini þat huariaR ualraubaR uaRin tuaR      | ᛌᛆᚴᚢᛙ ᚢᚴᛙᛁᚿᛁ ᚦᛆᛐ ᚽᚢᛆᚱᛁᛆᛧ ᚢᛆᛚᚱᛆᚢᛓᛆᛧ ᚢᛆᛧᛁᚿ ᛐᚢᛆᚱ      | Скажем это в память об Одине, какой добычи было две,                 |
| 4      | þaR suaþ tualf sinum uaRin numnaR t ualraubu       | ᚦᛆᛧ ᛌᚢᛆᚦ ᛐᚢᛆᛚᚠ ᛌᛁᚿᚢᛙ ᚢᛆᛧᛁᚿ ᚿᚢᛙᚿᛆᚱ ᛐ ᚢᛆᚱᛚᛆᚢᛓᚢ       | которую двенадцать раз на поле брани добывали,                       |
| 5      | baþaR somon o umisum monum þat sakum ona           | ᛓᛆᚦᛆᛧ ᛌᚨᛙᚨᚿ ᚨ ᚢᛆᛁᛌᚢᛙ ᛆᚨᚿᚢᛙ ᚨᚿᛆ                     | и обе брались вместе, от человека к человеку. Я говорю это как вто-  |
| 6      | rt huaR fur niu altum on urþi fiaru                | ᚱᛐ ᚽᚢᛆᚱ ᚢᚠᚱ ᚿᛁᚢ ᛆᛚᛐᚢᛆ ᚨᚿ ᚢᚱᚠᛁ ᚠᛁᛆᚱᚢ                | рой человек, который расстался с жизнью девять поколений назад       |
| 7      | miR hraiþkutum auk tu                              | ᛙᛁᛧ ᚽᚱᛆᛁᚦᚿᚢᛐᚢᛙ ᛆᚢᚿ ᛐᚢ                              | лишился жизни у остготов                                             |
| 8      | miR on ub sakaR                                    | ᛙᛁᛧ ᚨᚿ ᚢᛓ ᛌᛆᚴᛆᛧ                                    | и до сих пор все первый в битве.                                     |
| 9      | raiþ þiaurikR hin þurmuþi stiliR                   | ᚱᛆᛁᚦ ᚦᛁᛆᚢᚱᛁᛆᛧ ᚽᛁᚿ ᚦᚢᚱᛙᚢᚦᛁ ᛌᛐᛁᛚᛁᛧ                   | Тьодрик правил, смелый в бою, кормчий воинов в море готов.           |
| 10     | flutna strontu hraiþmaraR sitiR nu karuR o         | ᚠᛚᚢᛐᚿᛆ ᛌᛐᚱᚨᚿᛐᚢ ᚽᚱᛆᛁᚦᛙᛆᚱᛆᛧ ᛌᛁᛐᛁᛧ ᚿᚢ ᚴᚱᛆᚢᛧ ᚨ         | Ныне сидит он, держа свой щит,                                       |
| 11     | kuta sinum skialti ub fatlaþR skati marika         | ᚿᚢᛐᛆ ᛌᛁᚿᚢᛆ ᛌᚴᛁᛆᛚᛐᛁ ᚢᛓ ᚠᚽᛐᛚᛆᚦᛧ ᛌᚴᛆᛐᛁ ᛙᛆᚱᛁᚴᛆ         | на готском коне, вождь мерингов.                                     |
| 12     | þat sakum tualfta huar histR si ku                 | ᚦᛆᛐ ᛌᛆᚴᚢᛙ ᛐᚢᛆᛚᚠᛐᛆ ᚽᚢᛆᚱ ᚽᛁᛌᛐᛧ ᛌᛁ ᚴᚢ                 | Я говорю: это двенадцатый,                                           |
| 13     | naR itu uituoki on kunukaR tuaiR tikiR sua         | ᚿᛆᛧ ᛁᛐᚢ ᚢᛁᛐᚢᚨᚴᛁ ᚨᚿ ᚴᚢᚿᚢᚴᛆᛧ ᛐᚢᛆᛁᛧ ᛐᛁᚴᛁᛧ ᛌᚢᛆ         | где конь Гунна кормится на поле боя, двадцать королей                |
| 14     | þ o likia þat sakum þritaunta huariR t             | ᚦ ᚨ ᛚᛁᚴᚴᛆ ᚦᛆᛐ ᛌᛆᚴᚢᛙ ᚦᚱᛁᛐᛆᚢᚿᛐᛆ ᚽᚢᛆᚱᛁᛧ ᛐ             | лежат. Я это говорю как тринадцатый из двадцати                      |
| 15     | uaiR tikiR kunukaR satin t siulunti fia            | ᚢᛆᛁᛧ ᛐᛁᚴᛁᚱ ᚴᚢᚿᚢᚴᛆᛧ ᛌᛆᛐᛁᚿ ᛐ ᛌᛁᚢᛚᚢᚿᛐᛁ ᚠᛁᛆ            | королей, сидевших в Шёлунде четыре                                   |
| 16     | kura uintur at fiakurum nabnum burn                | ᚴᚢᚱᛆ ᚢᛁᚿᛐᚢᚱ ᛆᛐ ᚠᛁᛆᚴᚢᚱᚢᛙ ᚿᛆᛓᚢᛙ ᛓᚢᚱᚿ                 | зимы, из четырёх имён, рождённых                                     |
| 17     | iR fiakurum bruþrum ualkaR fim raþulfs su          | ᛁᛧ ᚠᛁᛆᚴᚢᚱᚢᛙ ᛓᚱᚢᚦᚱᚢᛙ ᚢᚿᛚᚴᛆᛧ ᚠᛁᛙ ᚱᛆᚦᚢᛚᚠᛌ ᛌᚢ          | четырёх братьев. Пять имён Вальке, сыновей                           |
| 18     | niR hraiþulfaR fim rukulfs suniR hoislaR fim haruþ | ᚿᛁᛧ ᚽᚱᛆᛁᚦᚢᛚᚠᛆᛧ ᚠᛁᛙ ᚱᚢᚴᚢᛚᚠᛌ ᛌᚢᚿᛁᛧ ᚽᚨᛁᛌᛚᛆᛧ ᚠᛁᛙ ᚽᛆᚢᚱᚠ | Родфульса. Пять Рейдульфов, сыновей Ругульфса, пять Хайслей, сыновей |
| 19     | s suniR kunmuntaR fim birnaR suniR                 | ᛌ ᛌᚢᚿᛁᛧ ᚴᚢᚿᛙᚢᚿᛐᛆᛧ ᚠᛁᛙ ᛓᛁᚱᚿᛆᛧ ᛌᚢᚿᛁᛧ                 | Хордса, пять Гуннмундов, сыновей Бьорна                              |
| 20     | nuk m--- m-- alu --ki ainhuaR -þ… …þ … ftiR fra    | ᚿᚢᚴ ᛙ ᛙ ᛆᛚᚢ ᚴ ᛁ ᛆᛁᚿᚽᚢᛆᛧ ᚦ ᚦ ᚠᛐᛁᛧ ᚠᚱᛆ               | Сейчас я расскажу всю историю. Кто-то…                               |
| 21     | sagwm mogmeni þad hoaR igold                       | ᛋᚨᚷᚹᛗ ᛗᛟᚷᛗᛖᚾᛁ ᚦᚨᛞ ᚺᛟᚨᚱ ᛁᚷᛟᛚᛞ                       | Я говорю молодым, потомкам                                           |
| 22     | iga oaRi goldin d goonaR hosli                     | ᛁᚷᚨ ᛟᚨᛉᛁ ᚷᛟᛚᛞᛁᚾ ᛞ ᚷᛟᛟᚾᚨᛉ ᚺᛟᛋᛁᛚ                     | Ингвальда, чей долг был погашен жертвоприношением жены.              |
| 23     | sakum ukmini uaim si burin ni                      | ᛌᛆᚴᚢᛙ ᚢᚴᛙᛁᛆᛁ ᚢᛆᛁᛙ ᛌᛁ ᛓᚢᚱᛁᚿ ᚿᛁ                      | Я говорю это молодым, родившимся потомками                           |
| 24     | þR troki uilin is þat knuo knat                    | ᚦᛧ ᛐᚱᚨᚴᛁ ᚢᛁᛚᛁᚿ ᛁᛌ ᚦᛆᛐ ᚴᚿᚢᚨ ᚴᚿᛆᛐ                    | борца. Это Вилен. Он мог бы победить                                 |
| 25     | i iatun uilin is þat                               | ᛁ ᛁᛆᛐᚢᚿ ᚢᛁᛚᛁᚿ ᛁᛌ ᚦᛆᛐ                               | гиганта. Это Вилен. Нит.                                             |
| 26     | sakum ukmini þur                                   | ᛌᛆᚴᚢᛙ ᚢᚴᛙᛁᚿᛁ ᚦᚢᚱ                                   | Я говорю молодым: Тор                                                |
| 27     | sibi uia uari                                      | ᛌᛁᛓᛁ ᚢᛁᛆ ᚢᛆᚱᛁ                                      | Сиббе из Вье,                                                        |
| 28     | ul niruþR                                          | ᚢᛚ ᚿᛁᚱᚢᚦᛧ                                          | девяностолетний, породил (сына)                                      |

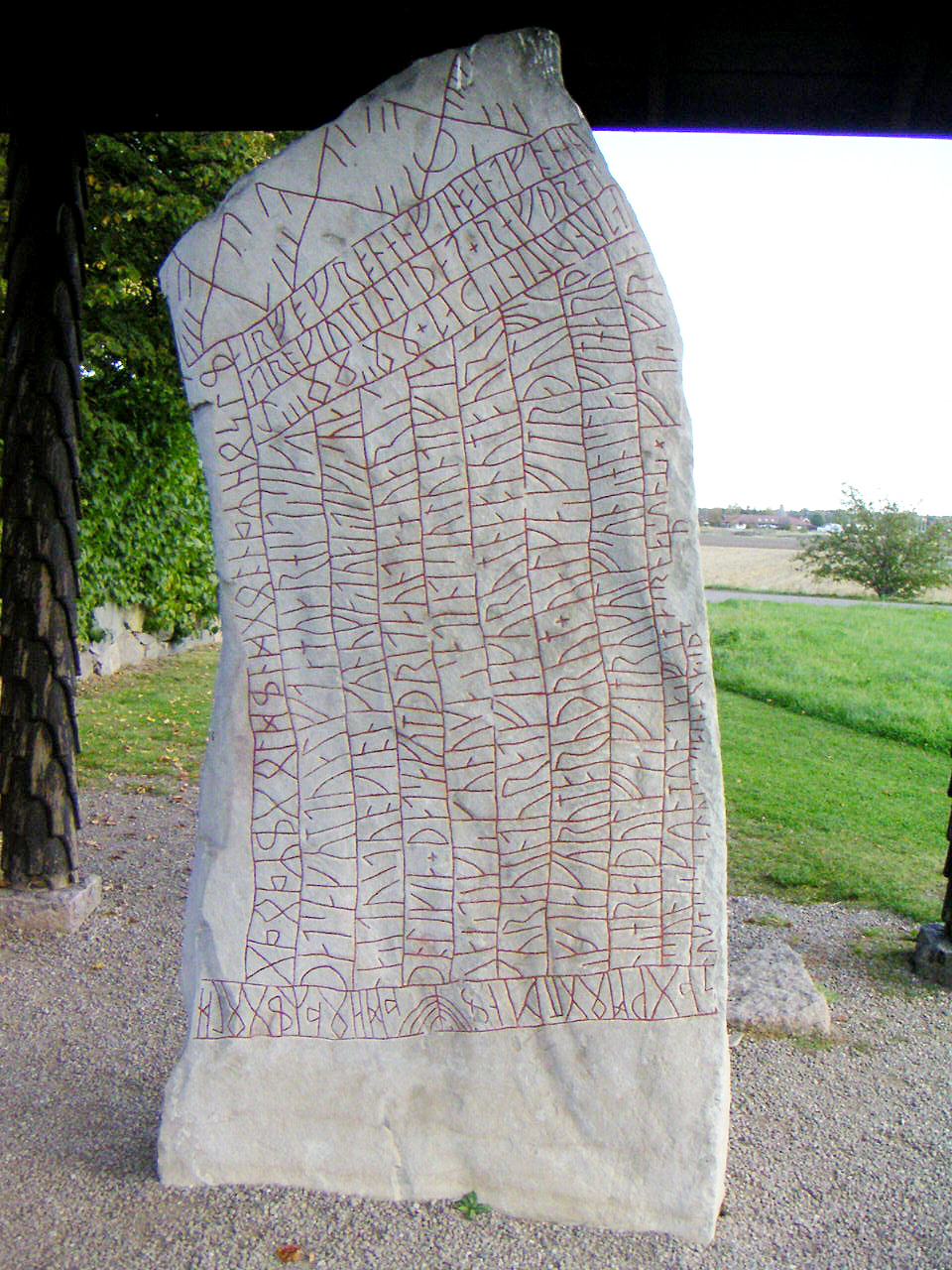
Камень из Рёка, западная сторона
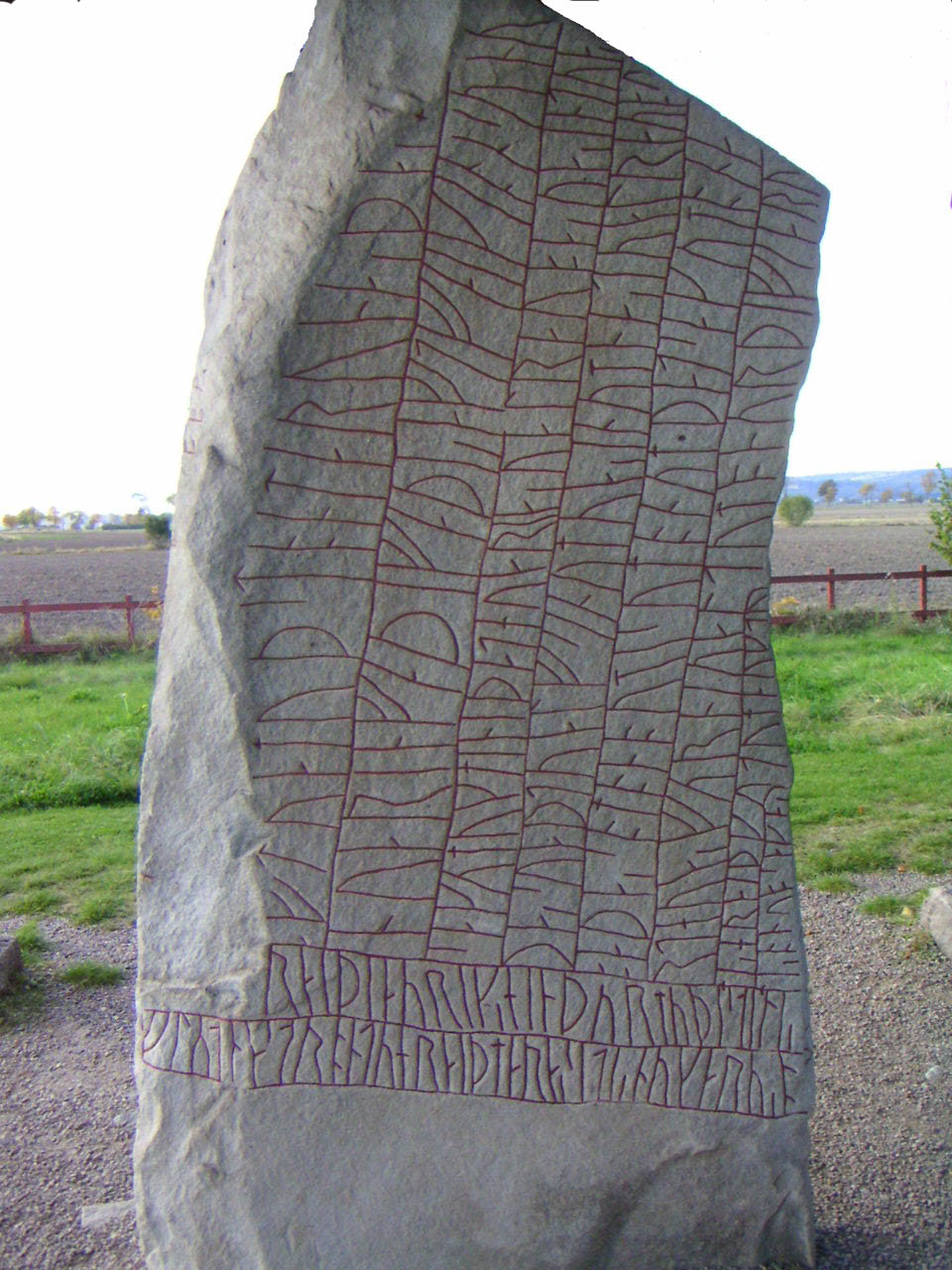
Камень из Рёка, восточная сторона
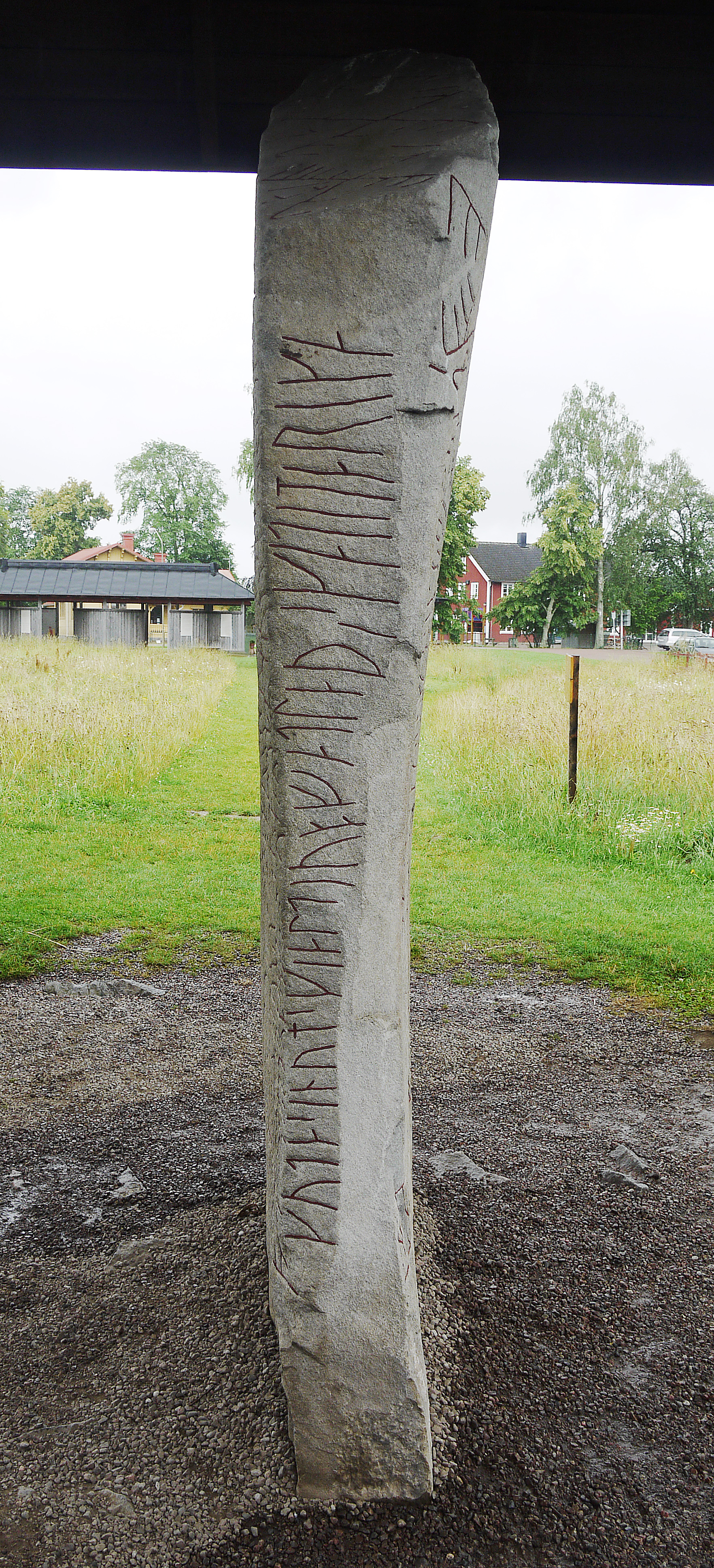
Камень из Рёка, северная сторона
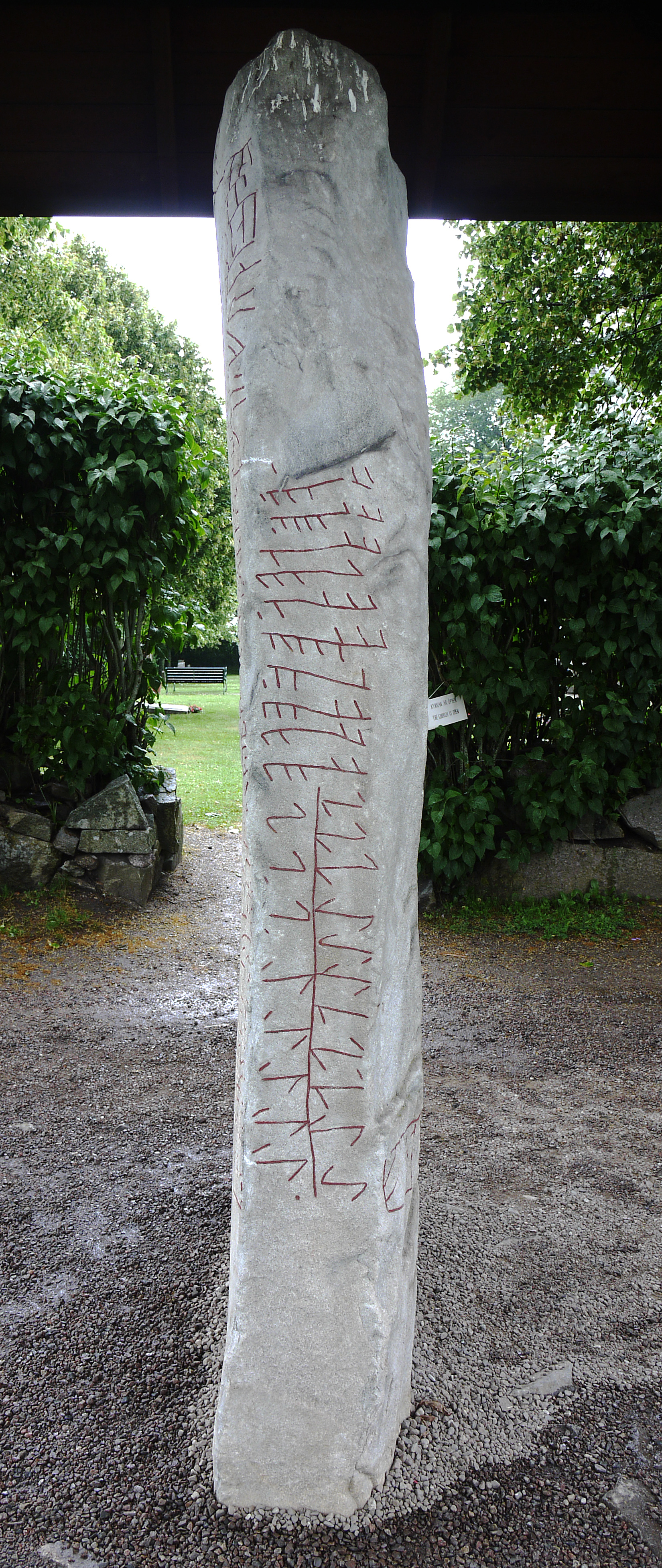
Камень из Рёка, южная сторона
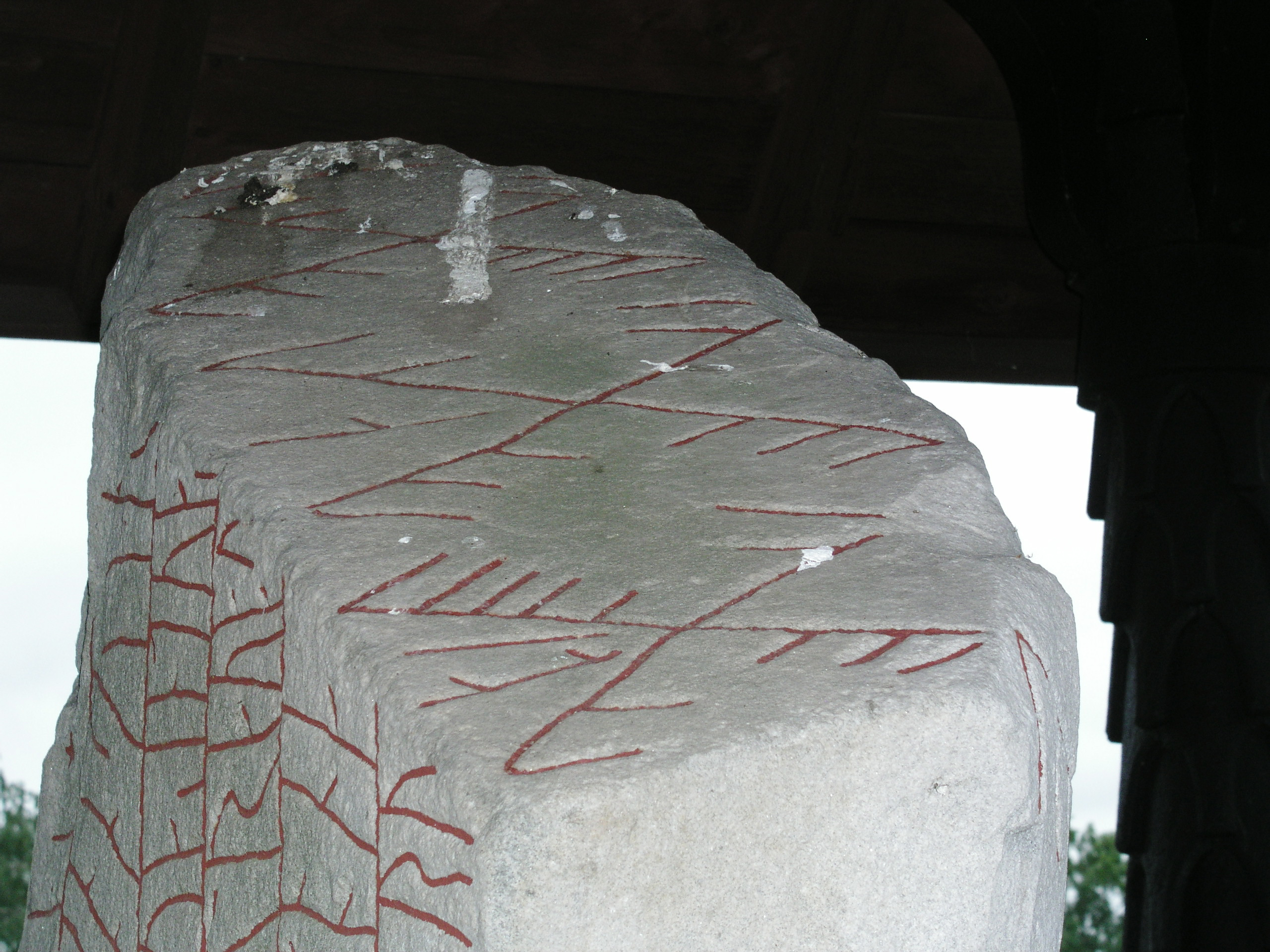
Камень из Рёка, верхняя сторона

## Интерпретация текста

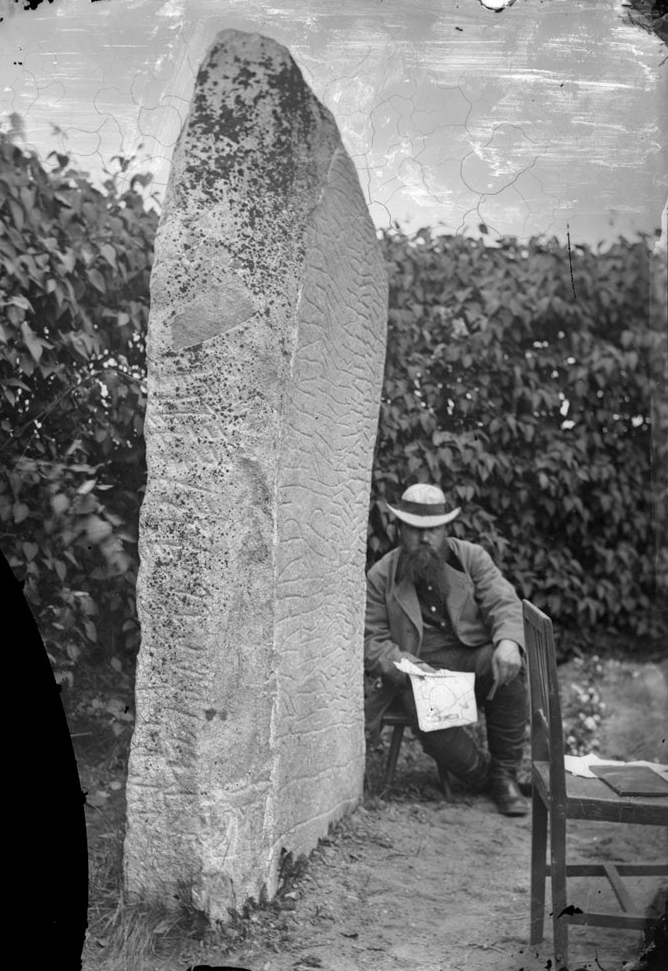
Совет по национальному наследию Ганс Хильдебранд размышляет о дымовом камне в 1890 году.

Существуют несколько интерпретаций текста, которые иногда дают взаимоисключающие толкования его частей.
Толкование дал тексту Otto von Friesen, опубликовавший в 1920 монографию о надписи. Он читает текст þiaurikʀ не как имя Теодориха, а как вождь рейдготов. Основной посыл текста интерпретируется как побуждение читателя к мести за Вемуда сына Варина, павшего в битве с двадцатью королями.
Элиас Вессен опубликовал в 1958 году свое прочтение текста, которое до настоящего времени используется RAÄ.
Современной является интерпретация теста как написанного в жанре greppaminni: вопросы или загадки чередуются со столь же загадочными стихотворными разгадками. В это толкование органично вписывается стихотворная строфа о статуе Теодориха (умершего в 526 году), сидящего на коне короля, которая была перевезена в 801 году из Равенны в Ахен Карлом I Великим. Статуя была очень известной и изображала Теодориха верхом со щитом на левом плече и копьём, вытянутым в правой руке. Меровинги было именем рода короля франков — согласно параллельной тексту рёкского камня английской поэме «Деор» X века, Теодорих Франкский, сын Хлодвига, правил в изгнании в Меране на протяжении 30 лет.
В 2020 году опубликовано истолкование текста, как состоящего из поминальной формулы и девяти загадок (с отгадками), связанных с солнцем (шесть загадок из девяти), Одином, Видаром и Рагнарёком.

### Теодорическая строфа (строки 9—11)
Строки 9—11 обычно называют строфами Теодориха. Отрывок написан в стихотворной мере форнюрдислаг.
Чтение строфы Теодориха:
Правил тогда Тьодрик, смелый в бою, кормчий воинов

в море готов. Ныне сидит он, щит свой держа,

на готском коне, первейший из славных.Оригинальный текст (др.-исл.)raiþ þiaurikR hin þurmuþi stiliR

flutna strontu hraiþmaraR sitiR nu karuR o

kuta sinum skialti ub fatlaþR skati marika
Чтение текста камня Рёк на древневосточноскандинавском языке